# Richard M. Haff
Richard M. Haff (* 15. Mai 1914 in Conneaut im Ashtabula County, Ohio, USA; † 14. April 1988 in Lyndhurst, im Cuyahoga County, Ohio, USA) war ein US-amerikanischer Ingenieur und technischer Entwickler, der 1952 mit einem Oscar für technische Verdienste ausgezeichnet wurde.
Gemeinsam mit Frank P. Herrnfeld und Garland C. Misener und der Ansco Film Division of General Aniline and Film Corporation wurde Haff 1952 mit einem Oscar für technische Verdienste der Klasse III ausgezeichnet, und zwar für die Entwicklung des Ansco Farbszenetesters („…for the development of the Ansco color scene tester“).
Im Oktober 1945 heiratete Haff Josefine Zechmann, mit der er bis zu deren Tod 1970 verheiratet blieb. Haff, der achtzehn Jahre später im Alter von 73 Jahren starb, wurde auf dem Bellevue Cemetery, Bellevue, Huron in Ohio beigesetzt. Darüber hinaus ist über sein Leben so gut wie nichts bekannt.